# Hans Christian Jensen (atlet)
 For alternative betydninger, se Hans Christian Jensen. (Se også artikler, som begynder med Hans Christian Jensen)
Hans Christian Jensen (født 1957) er en tidligere dansk atlet medlem af Skovbakken og fra 1983 AK73.
Hans Christian Jensen var dansk mester tre gange på 800 meter; 1981, 1983 og 1984.

## Danske mesterskaber
- Guld 1984 800 meter 1.48,85
- Sølv 1984 4 x 1500 meter
- Guld 1983 800 meter 1.51,0
- Sølv 1982 800 meter 1:51,29
- Guld 1981 800 meter 1:51,7

## Personlig rekord
- 400 meter: 50,0h 1983
- 800 meter: 1.48,88 1984
- 1000 meter 2.21.0h
- 1500 meter: 3.52,0h 1984